# Larkana
Larkana ou Larkano (língua Urdu: لاڑکانہ, língua sindi: لاڙڪاڻو) é uma cidade do Paquistão, localizada no nordeste da província de Sindh. É lugar de nascimento de Benazir Bhutto. A população atual gira em torno de 300 mil habitantes, e a língua mais falada é o sindhi, embora muitos também compreendam o inglês e o urdu.